# Entinge (Dwingeloo)

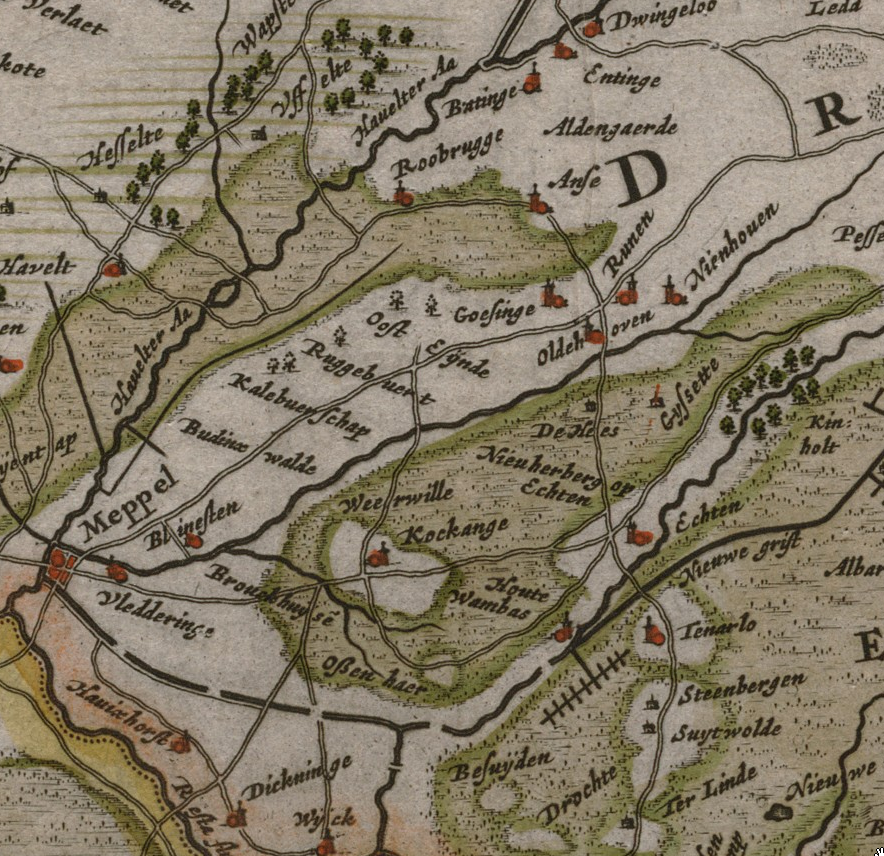
Zuidwest Drenthe in 1634 met Entinge tussen Bantinge en Dwingeloo

Entinge was een havezate in de Drentse plaats Dwingeloo in het Dieverderdingspel.
Entinge was een van de vijf havezaten in Dwingeloo. In de 14e eeuw was het landgoed Entinge in het bezit van de familie De Vos van Steenwijk. Deze familie bezat in deze streek ook de havezate Batinge en het Huis te Ansen. De havezate zelf werd in de tweede helft van de 15e eeuw gebouwd door Roelof de Vos van Steenwijk. Via vererving kwam Entinge in het begin van de 16e eeuw in het bezit van de Westfaalse edelman Borchart van Westerholt, die onder meer ette namens het Dieverdingspel was. Borchart vertrok uit Drenthe, werd drost van Vollenhove en schulte van Hasselt. Entinge bleef wel in het bezit van de familie Westerholt, maar ook zijn zoon Hendrik en zijn kleinzoon Borchart vervulden bestuurlijke functies buiten Drenthe. Beiden waren schulte van Zutphen. Bij wijze van uitzondering werd een zoon van de laatste Borchart, Hendrik, in 1617 toegelaten tot de Drentse Ridderschap. Omdat niet hijzelf, maar zijn vader in het bezit was van de havezate Entinge werd uitdrukkelijk bepaald, "dat dit exempel in de toekomende tijden niet sal strecken tot consequentie en prejudictie".
In 1640 verkochten de erven Westerholt Entinge voor 15.900 carolusgulden aan Rutger van den Boetzelaer tot Batinge. Na diens overlijden kwam Entinge na een uitgebreide juridische procedure in het bezit van Rutger van Loen. Vanwege financiële problemen moest deze in 1680 Entinge verkopen aan Nicolaas van Echten, zoon van Johan van Echten tot Oldengaerde. Nicolaas bleef vooreerst wonen te Roderwolde, maar verhuisde eind 1683 ook daadwerkelijk naar Entinge. Hij bleef echter nog enkele jaren ette voor het Noordenveld. Nicolaas overleed kinderloos en na het overlijden van zijn weduwe kwam Entinge in handen van zijn petekind Nicolaas Harmen van Echten genaamd van Dongen. Deze had in 1724 nabij Gieten, in het plaatsje Bonnen, een huis gekocht. In 1725 verzocht hij het recht van havezate te mogen verleggen naar dit huis in Bonnen, dat na verkregen goedkeuring, de status van havezate en de naam Entinge overnam.
De voormalige havezate werd daarop in 1725 verkocht aan de eigenaar van het aangrenzende Batinge, Elbert Anthony Gerard van Heeckeren. Met uitzondering van het hoofdgebouw werd de rest van de bebouwing door de nieuwe eigenaar voor de sloop verkocht. Met uitzondering van één bouwhuis werden de gebouwen gesloopt. De voormalige havezate zelf is tussen 1777 en 1790 afgebroken.
Huis te Ansen · Batinge · Ter Borch · Huis ten Clooster · Kasteel van Coevorden · Dunningen · Huis te Echten · Entinge · Huis ter Hansouwe · Havixhorst · De Kinkhorst · De Klencke · Laarwoud · Lemferdinge · Mensinga · Mensinge · Oldengaerde · Oldenhave · Overcinge · Huis te Peize · Rheebruggen · Huis te Westervelde · Vledderinge · Westrup · Wittesheuvel